# Anacleto Guerrero Guajardo
General José Anacleto Guerrero Guajardo (Cadereyta Jiménez, Nuevo León; 5 de septiembre de 1892 - Monterrey, Nuevo León; 10 de febrero de 1980) fue un militar mexicano que participó en la Revolución Mexicana. Ocupó la gubernatura de Nuevo León, concluyendo el período que le correspondía al gobernador Gregorio Morales Sánchez. Fue uno de los últimos militares en ocupar la primera magistratura del Estado.

## Infancia
Nació en la hacienda Las Enramadas en el municipio de Cadereyta Jiménez, Nuevo León, el 5 de septiembre de 1892, siendo hijo de Reyes Guerrero y de Juana Guajardo. Realizó sus primeros estudios en el municipio de General Terán; ahí se dedicó casi toda su juventud a la agricultura y a la ganadería.

## Carrera militar
En diciembre de 1910, Anacleto Guerrero Guajardo se incorporó a las filas revolucionarias, bajo las órdenes de Celedonio Villarreal. Aunque al año siguiente su tropa fue licenciada, volvió a la lucha en 1913, incorporándose a las filas consitucionalistas de Lucio Blanco. En 1914 participó en la toma de Monterrey y, en 1915, fue nombrado coronel.
Su ascenso militar continuó aún después de la Revolución: en el año de 1924 fue designado general brigadier y, en 1929, general de brigada. Durante este último año formó parte del ejército que combatió la rebelión escobarista. Más tarde, ocupó diversos cargos en la Secretaría de Defensa:
- Jefe del Departamento de Estado Mayor
- Jefe de la guarnición en Ciudad Juárez
- Jefe de la zona militar del estado de Colima
- Jefe del Departamento de Caballería
- Comandante militar en Michoacán y Coahuila
- Director del Banco del Ejército y la Armada

## Gobernador de Nuevo León
El general Guerrero Guajardo asumió la gubernatura constitucional de Nuevo León el 1 de mayo de 1936, luego de haber participado en unas difíciles elecciones en las que tuvo como candidato opositor al general Fortunato Zuazua. Entre los primeros actos del nuevo gobernador estuvo el de destituir a varios funcionarios de la administración anterior —incluido el alcalde de Monterrey, Heriberto Montemayor— que en días pasados se habían enfrentado a los empresarios neoleoneses.
Las finanzas públicas presentaban un estado caótico: mientras que en las arcas de la Tesorería General había sólo 23 mil 200 pesos, el gobierno del Estado debía, por diversos conceptos, cerca de 870 mil. Para colmo de males, por aquellos años se abatieron sobre la entidad fuertes sequías, cuyos efectos trató de aminorar el gobernador al promulgar diversas reformas legales en favor de la propiedad ejidal.
A pesar de las severas restricciones económicas, Anacleto Guerrero Guajardo organizó una campaña de alfabetización entre todos los habitantes de la entidad. En cuanto a la educación universitaria, procuró reorganizarla en la medida de lo posible, logrando que entre 1936 y 1937 se matricularan mil 870 alumnos. También se encargó de la reconstrucción del edificio que albergaba el Colegio Civil y concluyó las obras de edificación del nuevo Hospital Civil, que fue inaugurado en 1937.
Asimismo, Anacleto Guerrero Guajardo legisló en favor del escalafón magisterial y dictó la Ley de Beneficencia Pública del Estado. Durante este periodo, se fundó en Nuevo León una delegación de la Asociación Mexicana de la Cruz Roja, que en su primer año de vida (1 de julio de 1937 al 1 de julio de 1938) atendió a más de tres mil personas.
Por otra parte, el gobernador Guerrero Guajardo tuvo que enfrentar un desastre natural acaecido el 28 de agosto de 1938, cuando una lluvia torrencial hizo crecer al río Santa Catarina hasta que se desbordó, provocando una impresionante inundación que dejó tras de sí cuantiosas pérdidas humanas y materiales.

## Vida posterior y muerte
En 1942, tres años después de haber concluido su mandato en Nuevo León, Anacleto Guerrero Guajardo fue ascendido a general de división. Murió el 10 de febrero de 1980 y sus restos se encuentran en el Parque Funeral de Guadalupe, en la ciudad de Monterrey.